# Sebastião Wolf
Sebastião Wolf (Gößweinstein, 5 febbraio 1869 – Porto Alegre, 15 marzo 1936) è stato un tiratore a segno brasiliano.

## Palmarès

### Olimpiadi
- 1 medaglia:
  - 1 bronzo (Anversa 1920 nella pistola libera a squadre)